# Bill Forsyth
William David Forsyth (Glasgow, Escòcia, Regne Unit, 29 de juliol de 1946), conegut com a Bill Forsyth, és un cineasta escocès.

## Biografia
Bill Forsyth es va endinsar al món cinematogràfic amb tan sols 17 anys; quan va començar a treballar com a ajudant per a un director de documentals. Al llarg dels anys 60, va estudiar a l'escola de cinema i va treballar com a ajudant de muntatge per a la BBC
Forsyth va atreure l'atenció del públic amb la pel·lícula de baix pressupost That Sinking Feeling. Els actors eren en la seva majoria joves actors de teatre.
El relatiu èxit del film li va donar la possibilitat de passar a un nivell més alt de producció amb Gregory's Girl el 1981. En aquesta nova pel·lícula va tornar a col·laborar amb alguns dels mateixos joves actors de teatre del seu anterior treball. La pel·lícula va ser un èxit i va obtenir el premi al millor guió dels Premis BAFTA.
Llavors va ser quan va dirigir la reeixida Un personatge genial produïda per David Puttnam. Després va venir una altra de les pel·lícules més notables en la filmografia de Forsyth, Comfort and Joy.
Quan el productor Puttnam va donar el salt a Hollywood, Forsyth el va seguir, però va obtenir un èxit moderat. Housekeeping va ser el seu primer treball als Estats Units.

## Filmografia
- That Sinking Feeling (1980)
- Gregory's Girl (1981)
- Andrina (1981)
- Un personatge genial (Local Hero) (1983)
- Comfort and Joy (1984)
- Housekeeping (1987)
- Breaking In (1989)
- Being Human (1993)
- Gregory's Two Girls (1999)